# Городонька (приток Чёрной)
Городонька — река в России, протекает по Батецкому району Новгородской области. Устье реки находится в 12 км от устья реки Чёрной по левому берегу (бассейн Луги). Длина реки составляет 18 км.
Река протекает по территории Батецкого сельского поселения. У истока реки стоит деревня Курино, ниже Дубровка, Антипово и Кочино, затем Городня и Белая.

## Данные водного реестра
По данным государственного водного реестра России относится к Балтийскому бассейновому округу, водохозяйственный участок реки — Луга. Относится к речному бассейну реки Нарва (российская часть бассейна).
Код объекта в государственном водном реестре — 01030000512102000025804.